# Miyazaki (prefectuur)
De prefectuur Miyazaki  (Japans: 宮崎県,  Miyazaki-ken) is een Japanse prefectuur op het eiland Kyushu. Miyazaki heeft een oppervlakte van 7734,78 km² en had op 1 maart 2008 een bevolking van ongeveer 1.141.582 inwoners. De hoofdstad is Miyazaki.

## Geschiedenis
De prefectuur Miyazaki vormde tot aan de Meiji-restauratie de provincie Hyuga.

## Geografie
De prefectuur Miyazaki bevindt zich in het oosten van het eiland Kyushu. De prefectuur wordt begrensd door de Stille Oceaan in het zuiden en het oosten, de prefectuur Ōita in het noorden en de prefecturen Kumamoto en Kagoshima in het westen.
De administratieve onderverdeling is als volgt:

### Zelfstandige steden (市) shi
Er zijn negen steden in de prefectuur Miyazaki:
- Ebino
- Hyuga
- Kobayashi
- Kushima
- Miyakonojo
- Miyazaki (hoofdstad)
- Nichinan
- Nobeoka
- Saito

### Gemeenten (郡 gun)
De gemeenten van Miyazaki, ingedeeld naar district:
| District        | Gemeenten                                                   |
| --------------- | ----------------------------------------------------------- |
| Higashimorokata | Aya - Kunitomi                                              |
| Higashiusuki    | Kadogawa - Misato - Morotsuka - Shība                       |
| Kitamorokata    | Mimata                                                      |
| Koyu            | Kawaminami - Kijo - Nishimera - Shintomi - Takanabe - Tsuno |
| Nishimorokata   | Takaharu                                                    |
| Nishiusuki      | Gokase - Hinokage - Takachiho                               |

### Fusies
(Situatie op 9 juli 2010) 
Zie ook: Gemeentelijke herindeling in Japan
- Op 1 januari 2006 smolten de gemeenten Nango, Saigo and Kitago van het District Higashiusuki samen tot de nieuwe gemeente Misato.
- Op 1 januari 2006 werden de gemeenten Takajo, Takazaki, Yamada en Yamanokuchi van het District Kitamorokata aangehecht bij de stad Miyakonojo.
- Op 1 januari 2006 werden de gemeenten Tano en Sadowara van het District Miyazaki en Takaoka van het District Higashimorokata aangehecht bij de stad Miyazaki.
- Op 20 februari 2006 werden de gemeenten Kitaura en Kitakata van het District Higashiusuki aangehecht bij de stad Nobeoka.
- Op 25 februari 2006 werd de gemeente Togo van het District Higashiusuki opgeslorpt door de stad Hyūga.
- Op 20 maart 2006 werd het dorp Suki van het District Nishimorokata aangehecht bij de stad Kobayashi.
- Op 31 maart 2007 werd de gemeente Kitagawa aangehecht bij de stad Nobeoka.
- Op 30 maart 2009 werden de gemeenten Kitagō en Nangō van het district Minaminaka aangehecht bij de stad Nichinan. Het district Minaminaka verdween na deze fusie.[1]
- Op 23 maart 2010 werd de gemeente Nojiri van het district Nishimorokata aangehecht bij de stad Kobayashi.[2]
- Op 23 maart 2010 werd de gemeente Kiyotake van het district Miyazaki aangehecht bij de stad Miyazaki. Het district Miyazaki verdween na deze fusie.[2]

## Bezienswaardigheden

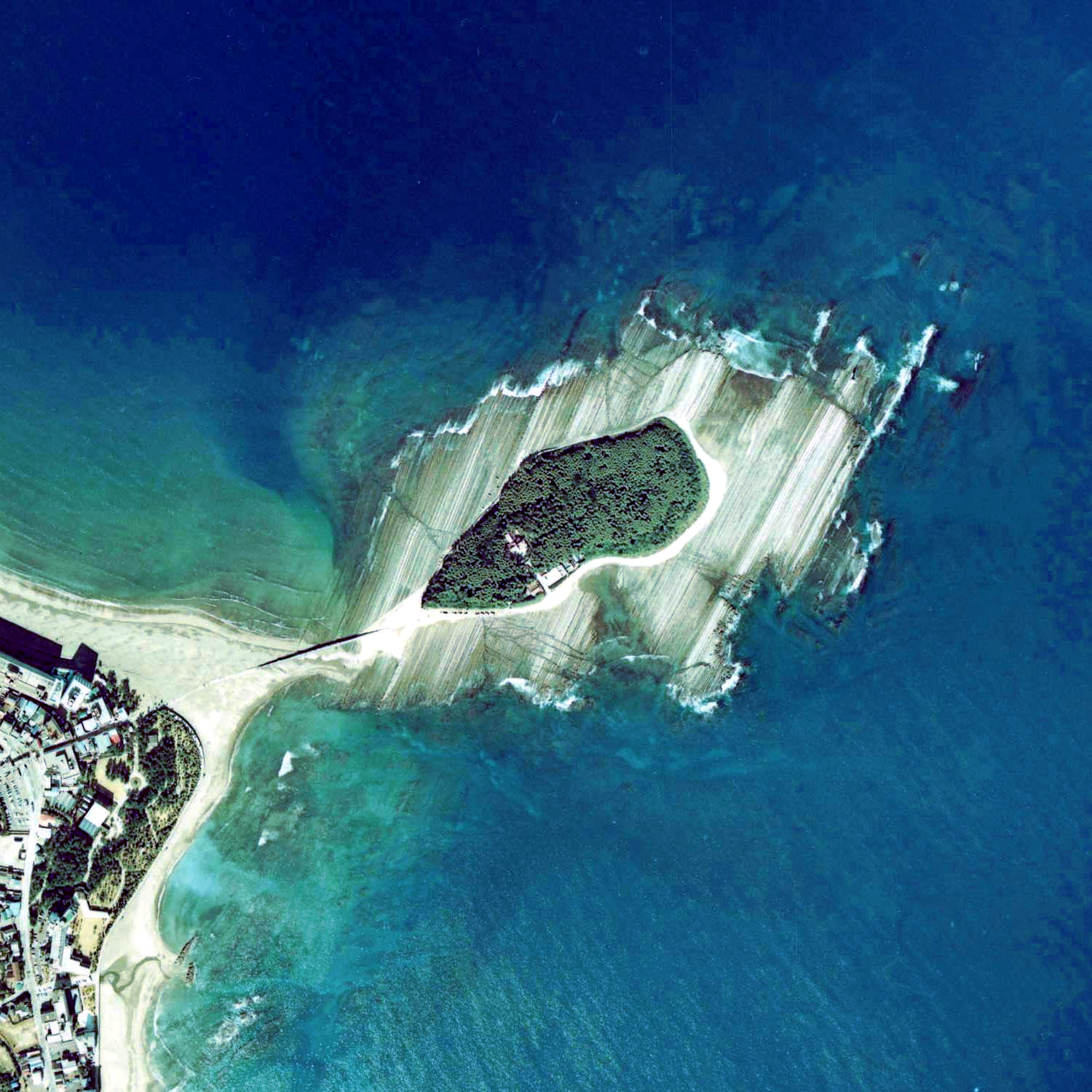
Aoshima-eiland

- Seagaia Ocean Dome, het grootste overdekte waterpark ter wereld
- Aoshima-eiland
- Udo-schrijn